# Саман (Марказі)
Саман (перс. سامان) — село в Ірані, у дегестані Кугпає, у бахші Новбаран, шагрестані Саве остану Марказі. За даними перепису 2006 року, його населення становило 378 осіб, що проживали у складі 166 сімей.

## Клімат
Середня річна температура становить 10,96°C, середня максимальна – 30,60°C, а середня мінімальна – -11,32°C. Середня річна кількість опадів – 267 мм.
| Клімат поселення                              | Клімат поселення | Клімат поселення | Клімат поселення | Клімат поселення | Клімат поселення | Клімат поселення | Клімат поселення | Клімат поселення | Клімат поселення | Клімат поселення | Клімат поселення | Клімат поселення | Клімат поселення |
| Показник                                      | Січ.             | Лют.             | Бер.             | Квіт.            | Трав.            | Черв.            | Лип.             | Серп.            | Вер.             | Жовт.            | Лист.            | Груд.            |                  |
| Середній максимум, °C                         | 4,95             | 6,61             | 11,80            | 17,97            | 22,75            | 28,68            | 30,60            | 30,32            | 25,63            | 19,26            | 12,48            | 6,63             |                  |
| Середня температура, °C                       | −3,18            | −1,52            | 3,66             | 9,84             | 14,62            | 20,56            | 24,38            | 24,10            | 19,39            | 13,01            | 6,24             | 0,40             |                  |
| Середній мінімум, °C                          | −11,32           | −9,65            | −4,46            | 1,71             | 6,48             | 12,42            | 18,14            | 17,84            | 13,16            | 6,78             | 0,00             | −5,82            |                  |
| Норма опадів, мм                              | 35               | 35               | 49               | 40               | 33               | 5                | 2                | 1                | 0                | 11               | 22               | 34               |                  |
| Середньомісячна швидкість вітру, м/с          | 1.87             | 2.40             | 2.96             | 3.20             | 2.66             | 2.48             | 2.50             | 2.40             | 2.20             | 2.16             | 1.70             | 1.98             |                  |
| Середньомісячна сонячна радіація, кДж/м²·день | 8625             | 11494            | 14093            | 17789            | 21918            | 26524            | 25941            | 23607            | 20198            | 14652            | 10462            | 8391             |                  |
| --------------------------------------------- | ---------------- | ---------------- | ---------------- | ---------------- | ---------------- | ---------------- | ---------------- | ---------------- | ---------------- | ---------------- | ---------------- | ---------------- | ---------------- |
| Джерело:                                      |                  |                  |                  |                  |                  |                  |                  |                  |                  |                  |                  |                  |                  |